# 萊克納特

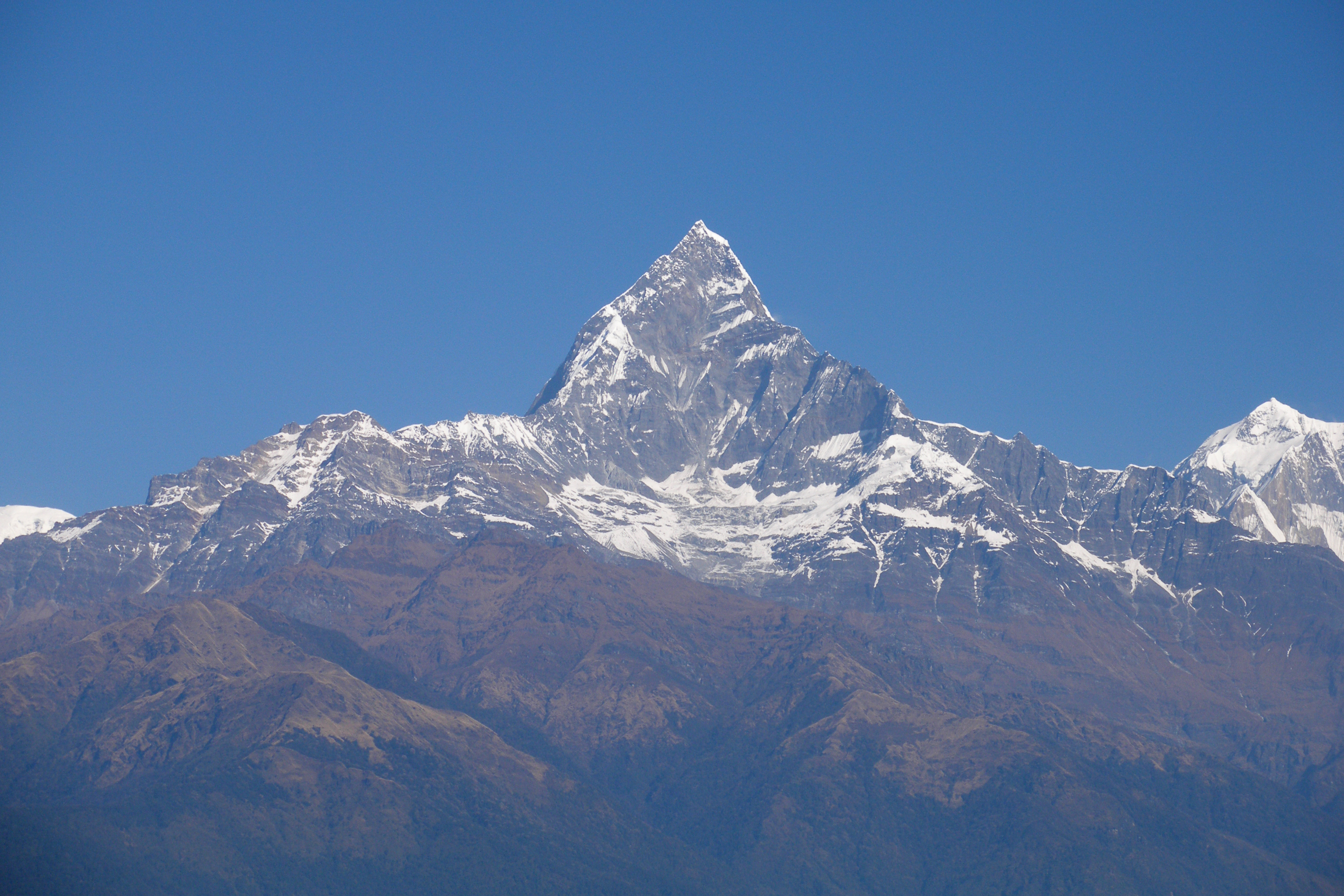

萊克納特是尼泊爾的市鎮，位於該國中北部，由甘達基省負責管轄，處於首都加德滿都以西約190公里，2011年人口58,816，八成半居民信奉印度教。
28°20′N 84°00′E / 28.333°N 84.000°E

## 外部連結
- Cityof7lakes （页面存档备份，存于）